# Bitwa o ciężką wodę

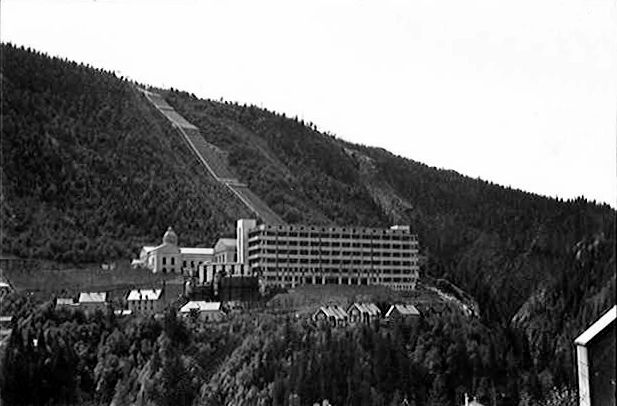
Zakłady chemiczne Norsk Hydro w 1935 r.

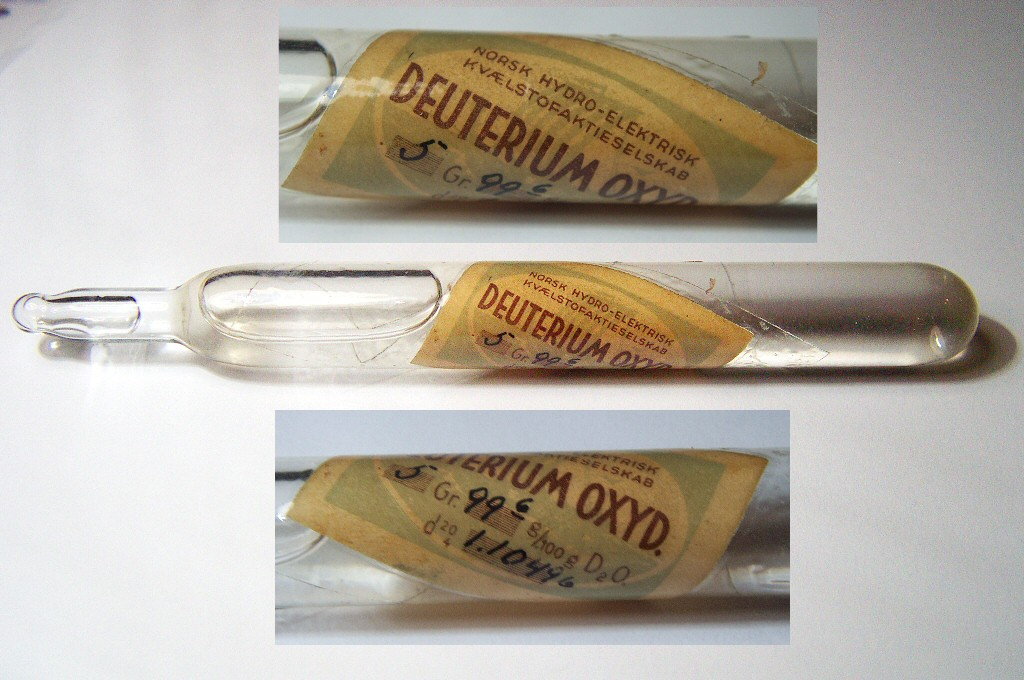
Próbka ciężkiej wody z fabryki Norsk Hydro

Bitwa o ciężką wodę – całokształt akcji podejmowanych z inspiracji dowództwa alianckiego w celu opóźnienia prowadzonych od 1939 r. przez hitlerowskie Niemcy intensywnych prac badawczych nad bronią atomową. Do jej produkcji niezbędna była ciężka woda. Jeszcze przed inwazją na Francję Niemcy podjęli nieudaną próbę przechwycenia zapasu ciężkiej wody (185 kg) z laboratorium Frédérica Joliot-Curie w Paryżu. Francuzi jednak zdołali przerzucić ciężką wodę do Londynu (maj 1940). Ten niezbędny do produkcji broni atomowej środek hitlerowcy zdobyli w Norwegii, po jej opanowaniu w kwietniu 1940 r. W tym czasie Norwegia produkowała ciężką wodę na skalę przemysłową. Odbywało się to w zakładach chemicznych Norsk Hydro, położonych przy hydroelektrowni Vemork, niedaleko miasta Rjukan, w prowincji Telemark (w 1942 r. wyprodukowały 1,7 t).

## Próby zniszczenia fabryki
Dowództwo alianckie, chcąc opóźnić prowadzone przez hitlerowskich fizyków prace nad bombą atomową, postanowiło zniszczyć fabrykę ciężkiej wody Norsk Hydro. Do opracowania planu destrukcji tych zakładów oraz zapasów wyprodukowanej ciężkiej wody powołano w 1942 r. w sztabie Operacji Połączonych specjalną komórkę. W jej prace zaangażowano jako głównego konsultanta profesora politechniki w Trondheim, Leifa Tronstada, który przed wojną był jednym z twórców norweskiego programu produkcji ciężkiej wody. Powstał plan zrzucenia na spadochronach małej grupy norweskich zwiadowców, którzy rozpoznaliby kompleks przemysłowy i jego obronę. Po zebraniu niezbędnych informacji dołączyłby do nich zespół brytyjskich saperów. Miał on być przetransportowany na szybowcach, które wylądowałyby w pobliżu Norsk Hydro na zamarzniętym jeziorze Møsvatn. Po zniszczeniu zakładów i zapasów ciężkiej wody cała grupa miała podjąć próbę przedostania się do neutralnej Szwecji.
W marcu 1942 r. w rejonie Rjukan został zrzucony Norweg Einar Skinnarland z zadaniem przeprowadzenia wstępnego rekonesansu. Następnie w nocy 19 października ok. 150 km od Rjukan zrzucono kolejnych czterech norweskich agentów SOE, którzy po wielu dniach wędrówki na nartach przez góry dotarli do fabryki i dokonali właściwego rozpoznania (Operacja Grouse). 19 listopada wyruszyła ze Szkocji na ciągniętych przez bombowce Handley Page Halifax dwóch szybowcach Airspeed Horsa grupa 30 brytyjskich saperów przydzielonych do 1 Dywizji Powietrznodesantowej (Operacja Freshman). Akcja zakończyła się katastrofą. Z powodu fatalnych warunków pogodowych jeden z bombowców oraz oba szybowce rozbiły się w górach Norwegii. Wszyscy piloci i część saperów zginęła na miejscu. 23 pozostałych uczestników operacji zostało schwytanych przez Gestapo. Wkrótce potem wszyscy zostali zamordowani na podstawie tzw. Kommandobefehl.

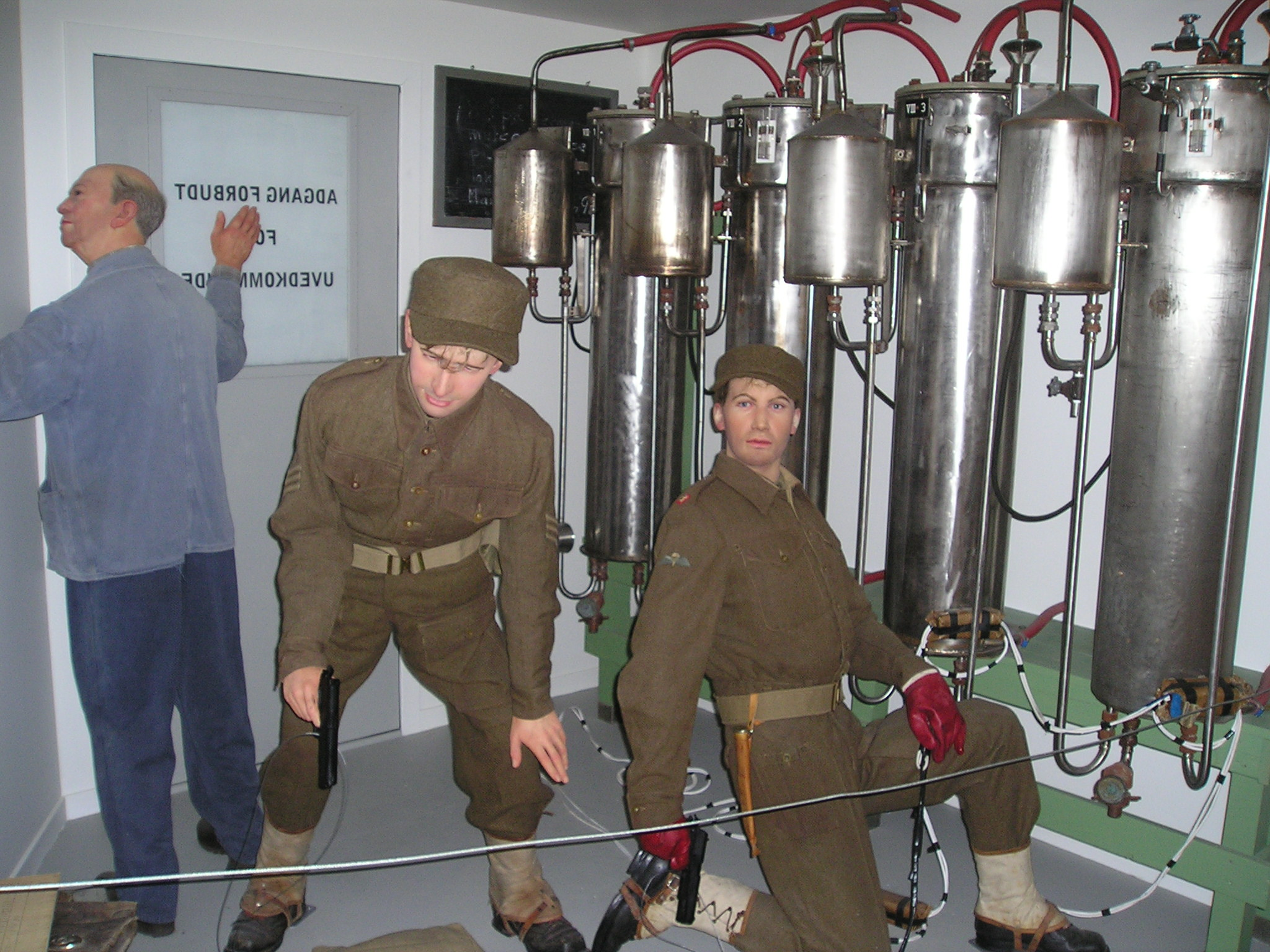
Rekonstrukcja sabotażu w Norsk Hydro z 27 lutego 1943 r. (Gunnerside)

W 1943 r. podjęto kolejną akcję o kryptonimie „Gunnerside”. Jej wykonanie powierzono grupie 6 norweskich komandosów (dowódca por. Joachim Rønneberg, zastępca K. Haukelid). Planowano ją zrzucić 15 stycznia w rejon płaskowyżu Hardangervidda. Akcja się nie powiodła, pilot nie odnalazł celu. 16 lutego w końcu przeprowadzono udany desant. Po kilku dniach grupa „Gunnerside” połączyła się z grupą „Swallow”, czyli 4 komandosami dawnej grupy „Grouse”. 27 lutego 10 komandosów przedostało się do fabryki i zniszczyło urządzenia do produkcji oraz 1,5 t ciężkiej wody. Po akcji 6 Norwegów, zgodnie z planem, wycofało się na nartach do Szwecji; trzech pod dowództwem Haukelida zostało na płaskowzgórzu z zadaniem obserwowania działalności Niemców w Vemork i informowania Londynu o ich posunięciach.

## Zatopienie SF Hydro

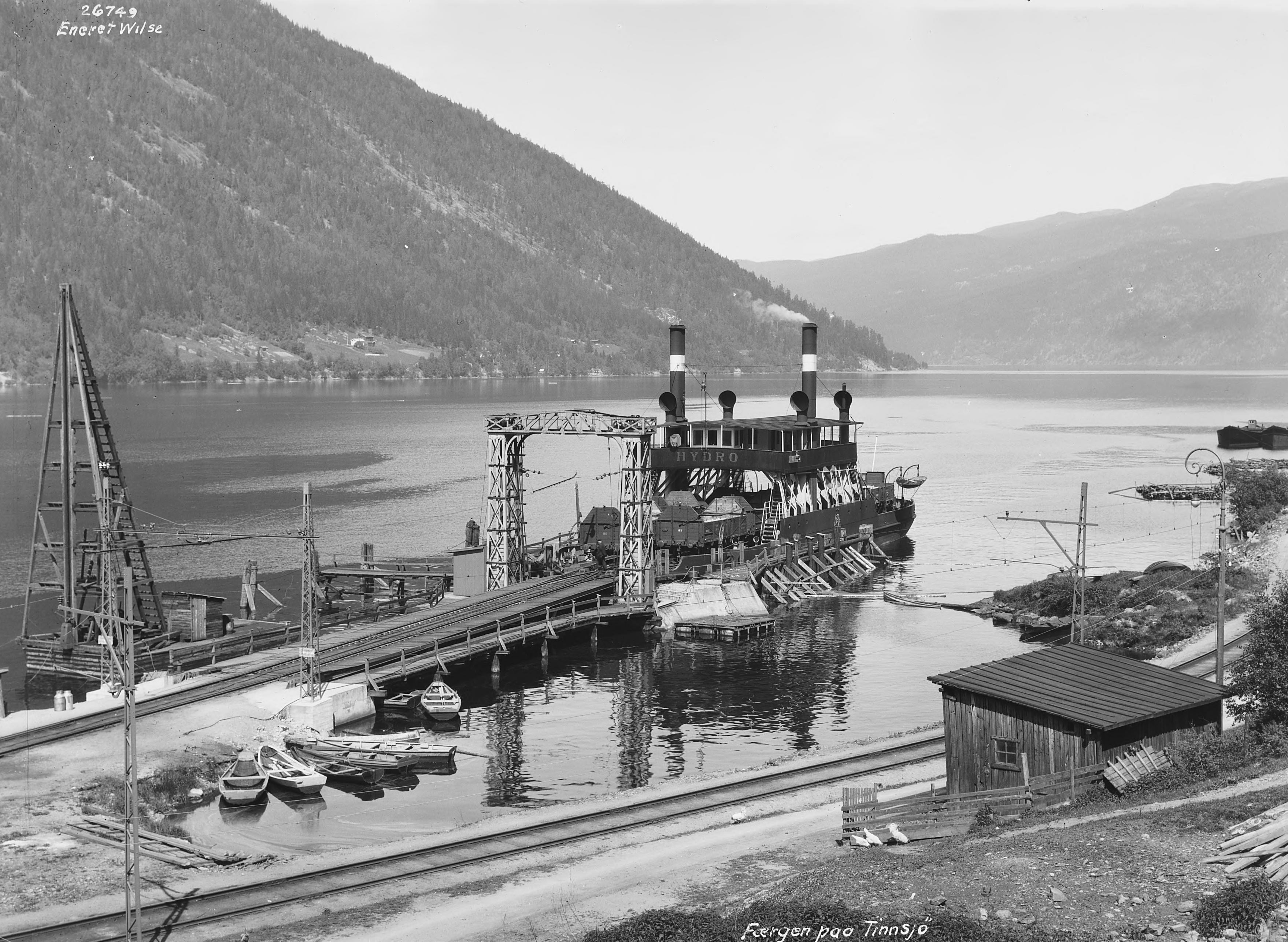
Prom SF „Hydro”

Już w kwietniu Niemcy odbudowali linię produkcyjną i wznowili prace. W międzyczasie, za pośrednictwem miejscowej komórki ruchu oporu, Haukelid nawiązał współpracę z personelem inżynieryjno-technicznym zakładów. 16 listopada 1943 r. fabryka została zbombardowana przez amerykańskie bombowce. Uszkodzono jedynie hydrocentralę, reszta urządzeń zabezpieczona grubą warstwą betonu ocalała. W styczniu 1944 r. Niemcy zdemontowali fabrykę, zamierzając ewakuować ją wraz z wyprodukowanym zapasem ciężkiej wody (16 t) do Niemiec. 20 lutego 1944 r. Haukelid wraz z towarzyszami, przy współpracy ruchu oporu, zatopili na jeziorze Tinnsjå prom SF „Hydro”, którym przewożono w specjalnych cysternach ciężką wodę.

## Bitwa o ciężką wodę w kulturze popularnej
- Bohaterowie Telemarku – angielski film z 1965 roku
- Bitwa o ciężką wodę – norweski serial telewizyjny z 2015 roku
- František Běhounek Wąwóz pod Rjukanem, (Rokle u Rjukanu 1966, wyd. pol. 1971) – czeska powieść przygodowa
- Utwór Saboteurs zespołu Sabaton z 2010 roku
- Gra Battlefield V z 2018, w misji jednoosobowej miała miejsce fikcyjna wersja tej bitwy, znana pod nazwą "Nordlys" (z norweskiego Zorza polarna)